# Gyrinus bifarius
Gyrinus bifarius là một loài bọ cánh cứng trong họ van Gyrinidae. Loài này được Fall miêu tả khoa học năm 1922.